# بينيتو (أبروتسو)
بينيتو (بالإيطالية: Pineto)‏ هي مدينة وبلدية في مقاطعة تيرامو في إقليم أبروتسو في جنوب إيطاليا. هي منتجع على ساحل البحر الأدرياتيكي ذو شواطئ رملية مظللة بأشجار الصنوبر التي تعطي المدينة اسمها.

## السكان
في سنة 1861 بلغ عدد السكان 2٬894 نسمة، وتطور العدد ليصل في سنة 2011 لـ 14٬631 نسمة.
يظهر هذا المخطط البياني تطور النمو السكاني لـ بينيتو (أبروتسو)